# فتت لعبت (مسلسل)
فتت لعبت هوَ مسلسل سوري كوميدي صدرَ عام 2013 حيثُ سلّط الضوء على هموم الشباب ومشكلاتهم.

## القصّة
يتناول المسلسل قصة شبان وشابات يدرسون في كلية الإعلام، يتم تقديمهم عن طريق أوراق لعبة الشدة فتتوالى الإحداث.

## طاقم التمثيل
- رباب كنعان
- أيمن عبد السلام
- رهف شقير
- لمى إبراهيم
- جمال العلي
- حسام تحسين بيك
- روعة السعدي
- سناء سواح
- جهاد سعد
- أمانة والي
- ليلى سمور
- أندريه سكاف
- طلال مارديني
- نادين قدور
- فاتح سلمان
- مرام علي
- خالد حيدر
- لينا كرم
- معتصم النهار